# Classic Bruges-La Panne féminine 2024
Pour la course masculine, voir Classic Bruges-La Panne 2024.
La 7e édition de la Classic Bruges-La Panne féminine (officiellement : Classic Brugge-De Panne 2024) a lieu le 21 mars 2024. Elle est la huitième course du calendrier de l'UCI World Tour féminin 2024. Elle est remportée par l'Italienne Elisa Balsamo.

## Équipes
L'équipe SD Worx-Protime est forcée au forfait après que plusieurs coureuses soient indisponibles des suites d'une chute à Nokere.
| UCI Women's WorldTeams (14)- AG Insurance-Soudal Team - Canyon-SRAM Racing - Ceratizit-WNT Pro Cycling - FDJ-Suez - Fenix-Deceuninck - Human Powered Health - Lidl-Trek - Liv AlUla Jayco - Movistar Team - Roland - Team DSM-Firmenich PostNL - Team Visma \| Lease a Bike - UAE Team ADQ - Uno-X Mobility Équipes féminines continentales (5)- Chevalmeire - EF Education-Cannondale - Lotto Dstny Ladies - Proximus-Cyclis CT - VolkerWessels |
| |

## Parcours
Le parcours de 155 kilomètres démarre de Bruges et termine à La Panne. Il reste dans une zone très proche de la côte belge et est donc quasiment parfaitement plat. Il se conclut par deux boucles longues de 43,9 km autour de La Panne, Coxyde, Furnes et Adinkerke.

## Récit de la course
Il y a peu de vent. Nathalie Bex est la première à sortir. Elle compte jusqu'à une minute quarante d'avance, mais est reprise avant le premier passage sur la ligne d'arrivée. Alessia Vigilia et Lisa van Helvoirt sont les suivantes à sortir. Elles sont reprises à soixante-trois kilomètres de l'arrivée. Alison Jackson tente plusieurs fois, mais le peloton ne la laisse pas sortir. Un quatuor se forme avec Letizia Borghesi, Christina Schweinberger, Alice Wood and Eugenia Bujak. Le peloton les reprend avant de passer aux Moeres. Là, Gladys Verhulst-Wild  part seule. Un groupe de poursuite avec Linda Riedmann, Noemi Rüegg, Flora Perkins, Aude Biannic, Ilse Pluimers et Silke Smulders. Elles reviennet sur Verhulst. DSM mène la chasse et revient sur le groupe avant l'entame du dernier-tour. Katrijn De Clercq contre. Une fois reprise,  Nina Buijsman attaque à vingt-trois kilomètres du but. Elle est reprise à six kilomètres de la fin. Christina Schweinberger sort de nouveau mais sans succès. DSM forme un train et emmène idéalement Charlotte Kool. Elisa Balsamo est placée dans sa roue et remporte le sprint.

## Classements

### Classement final
| \| Classement général \| Classement général \| Classement général \| Classement général \| Classement général \| \| Coureuse \| Coureuse \| Pays \| Équipe \| Temps \| \| ------------------ \| ---------------------------- \| ------------------ \| ------------------------- \| ------------------ \| \| 1re \| Elisa Balsamo \| Italie \| Lidl-Trek \| 3 h 49 min 56 s \| \| 2e \| Charlotte Kool \| Pays-Bas \| Team dsm-firmenich PostNL \| + 0 s \| \| 3e \| Daria Pikulik \| Pologne \| Human Powered Health \| + 0 s \| \| 4e \| Chiara Consonni \| Italie \| UAE Team ADQ \| + 0 s \| \| 5e \| Georgia Baker \| Australie \| Liv AlUla Jayco \| + 0 s \| \| 6e \| Chloé Dygert \| États-Unis \| Canyon-SRAM Racing \| + 0 s \| \| 7e \| Emma Norsgaard \| Danemark \| Movistar Team \| + 0 s \| \| 8e \| Anniina Ahtosalo \| Finlande \| Uno-X Mobility \| + 0 s \| \| 9e \| Kimberley Le Court de Billot \| Maurice \| AG Insurance-Soudal Team \| + 0 s \| \| 10e \| Vittoria Guazzini \| Italie \| FDJ-Suez \| + 0 s \| |                              |            |                           |                 |
| |                              |            |                           |                 |
| Source : ProCyclingStats |                              |            |                           |                 |
| Classement général |                              |            |                           |                 |
| Coureuse | Coureuse                     | Pays       | Équipe                    | Temps           |
| 1re | Elisa Balsamo                | Italie     | Lidl-Trek                 | 3 h 49 min 56 s |
| 2e | Charlotte Kool               | Pays-Bas   | Team dsm-firmenich PostNL | + 0 s           |
| 3e | Daria Pikulik                | Pologne    | Human Powered Health      | + 0 s           |
| 4e | Chiara Consonni              | Italie     | UAE Team ADQ              | + 0 s           |
| 5e | Georgia Baker                | Australie  | Liv AlUla Jayco           | + 0 s           |
| 6e | Chloé Dygert                 | États-Unis | Canyon-SRAM Racing        | + 0 s           |
| 7e | Emma Norsgaard               | Danemark   | Movistar Team             | + 0 s           |
| 8e | Anniina Ahtosalo             | Finlande   | Uno-X Mobility            | + 0 s           |
| 9e | Kimberley Le Court de Billot | Maurice    | AG Insurance-Soudal Team  | + 0 s           |
| 10e | Vittoria Guazzini            | Italie     | FDJ-Suez                  | + 0 s           |

### UCI World Tour

#### Points attribués
| Position           | 1er | 2e  | 3e  | 4e  | 5e  | 6e  | 7e  | 8e  | 9e | 10e | 11e | 12e | 13e | 14e | 15e | 16e à 20e | 21e à 30e | 31e à 40e |
| Classement général | 400 | 320 | 260 | 220 | 180 | 140 | 120 | 100 | 80 | 68  | 56  | 48  | 40  | 32  | 28  | 24        | 16        | 8         |

| Classement par points | Classement par points | Classement par points | Classement par points      | Classement par points |
| Coureuse              | Coureuse              | Pays                  | Équipe                     | Points                |
| --------------------- | --------------------- | --------------------- | -------------------------- | --------------------- |
| 1re                   | Lotte Kopecky         | Belgique              | SD Worx-Protime            | 1506 pts              |
| 2e                    | Elisa Balsamo         | Italie                | Lidl-Trek                  | 1188 pts              |
| 3e                    | Elisa Longo Borghini  | Italie                | Lidl-Trek                  | 715 pts               |
| 4e                    | Neve Bradbury         | Australie             | Canyon-SRAM Racing         | 710 pts               |
| 5e                    | Puck Pieterse         | Pays-Bas              | Fenix-Deceuninck           | 660 pts               |
| 6e                    | Lorena Wiebes         | Pays-Bas              | SD Worx-Protime            | 636 pts               |
| 7e                    | Sarah Gigante         | Australie             | AG Insurance-Soudal Team   | 530 pts               |
| 9e                    | Dominika Włodarczyk   | Pologne               | UAE Team ADQ               | 520 pts               |
| 9e                    | Marianne Vos          | Pays-Bas              | Team Visma \| Lease a Bike | 480 pts               |
| 10e                   | Rosita Reijnhout      | Pays-Bas              | Team Visma \| Lease a Bike | 448 pts               |

| Classement par points | Classement par points | Classement par points | Classement par points      | Classement par points |
| Coureuse              | Coureuse              | Pays                  | Équipe                     | Points                |
| --------------------- | --------------------- | --------------------- | -------------------------- | --------------------- |
| 1re                   | Lotte Kopecky         | Belgique              | SD Worx-Protime            | 1506 pts              |
| 2e                    | Elisa Balsamo         | Italie                | Lidl-Trek                  | 1188 pts              |
| 3e                    | Elisa Longo Borghini  | Italie                | Lidl-Trek                  | 715 pts               |
| 4e                    | Neve Bradbury         | Australie             | Canyon-SRAM Racing         | 710 pts               |
| 5e                    | Puck Pieterse         | Pays-Bas              | Fenix-Deceuninck           | 660 pts               |
| 6e                    | Lorena Wiebes         | Pays-Bas              | SD Worx-Protime            | 636 pts               |
| 7e                    | Sarah Gigante         | Australie             | AG Insurance-Soudal Team   | 530 pts               |
| 9e                    | Dominika Włodarczyk   | Pologne               | UAE Team ADQ               | 520 pts               |
| 9e                    | Marianne Vos          | Pays-Bas              | Team Visma \| Lease a Bike | 480 pts               |
| 10e                   | Rosita Reijnhout      | Pays-Bas              | Team Visma \| Lease a Bike | 448 pts               |

| Classement du meilleur jeune | Classement du meilleur jeune | Classement du meilleur jeune | Classement du meilleur jeune | Classement du meilleur jeune |
| Coureuse                     | Coureuse                     | Pays                         | Équipe                       | Points                       |
| ---------------------------- | ---------------------------- | ---------------------------- | ---------------------------- | ---------------------------- |
| 1re                          | Puck Pieterse                | Pays-Bas                     | Fenix-Deceuninck             | 20 pts                       |
| 2e                           | Shirin van Anrooij           | Pays-Bas                     | Lidl-Trek                    | 16 pts                       |
| 3e                           | Neve Bradbury                | Australie                    | Canyon-SRAM Racing           | 14 pts                       |

| Classement du meilleur jeune | Classement du meilleur jeune | Classement du meilleur jeune | Classement du meilleur jeune | Classement du meilleur jeune |
| Coureuse                     | Coureuse                     | Pays                         | Équipe                       | Points                       |
| ---------------------------- | ---------------------------- | ---------------------------- | ---------------------------- | ---------------------------- |
| 1re                          | Puck Pieterse                | Pays-Bas                     | Fenix-Deceuninck             | 20 pts                       |
| 2e                           | Shirin van Anrooij           | Pays-Bas                     | Lidl-Trek                    | 16 pts                       |
| 3e                           | Neve Bradbury                | Australie                    | Canyon-SRAM Racing           | 14 pts                       |

| Classement par équipes aux points | Classement par équipes aux points | Classement par équipes aux points | Classement par équipes aux points |
| Équipe                            | Équipe                            | Pays                              | Points                            |
| --------------------------------- | --------------------------------- | --------------------------------- | --------------------------------- |
| 1re                               | Lidl-Trek                         | États-Unis                        | 3058 pts                          |
| 2e                                | SD Worx-Protime                   | Pays-Bas                          | 2782 pts                          |
| 3e                                | Canyon-SRAM Racing                | Allemagne                         | 1990 pts                          |
| 4e                                | UAE Team ADQ                      | Émirats arabes unis               | 1641 pts                          |
| 5e                                | Team DSM-Firmenich PostNL         | Pays-Bas                          | 1541 pts                          |
| 6e                                | Liv AlUla Jayco                   | Australie                         | 1275 pts                          |
| 7e                                | FDJ-Suez                          | France                            | 1248 pts                          |
| 8e                                | Fenix-Deceuninck                  | Belgique                          | 1226 pts                          |
| 9e                                | Team Visma \| Lease a Bike        | Pays-Bas                          | 1226 pts                          |
| 10e                               | AG Insurance-Soudal Team          | Belgique                          | 1114 pts                          |

| Classement par équipes aux points | Classement par équipes aux points | Classement par équipes aux points | Classement par équipes aux points |
| Équipe                            | Équipe                            | Pays                              | Points                            |
| --------------------------------- | --------------------------------- | --------------------------------- | --------------------------------- |
| 1re                               | Lidl-Trek                         | États-Unis                        | 3058 pts                          |
| 2e                                | SD Worx-Protime                   | Pays-Bas                          | 2782 pts                          |
| 3e                                | Canyon-SRAM Racing                | Allemagne                         | 1990 pts                          |
| 4e                                | UAE Team ADQ                      | Émirats arabes unis               | 1641 pts                          |
| 5e                                | Team DSM-Firmenich PostNL         | Pays-Bas                          | 1541 pts                          |
| 6e                                | Liv AlUla Jayco                   | Australie                         | 1275 pts                          |
| 7e                                | FDJ-Suez                          | France                            | 1248 pts                          |
| 8e                                | Fenix-Deceuninck                  | Belgique                          | 1226 pts                          |
| 9e                                | Team Visma \| Lease a Bike        | Pays-Bas                          | 1226 pts                          |
| 10e                               | AG Insurance-Soudal Team          | Belgique                          | 1114 pts                          |

## Liste des participantes
| Légende | Légende                                                                           | Légende | Légende                                                    |
| ------- | --------------------------------------------------------------------------------- | ------- | ---------------------------------------------------------- |
| Num     | Dossard de départ porté par le coureur sur cette Classic Bruges-La Panne féminine | Pos     | Position à l'arrivée de la course                          |
|         | Indique un maillot de champion national ou mondial, suivi de sa spécialité        | NP      | Indique un coureur qui n'a pas pris le départ de la course |
| AB      | Indique un coureur qui n'a pas terminé la course                                  | HD      | Indique un coureur qui a terminé la course hors des délais |

| Team dsm-firmenich PostNL DFP | Team dsm-firmenich PostNL DFP | Team dsm-firmenich PostNL DFP |
| ----------------------------- | ----------------------------- | ----------------------------- |
| Num                           | Coureuse                      | Pos                           |
| 1                             | Charlotte Kool (NED)          | 2e                            |
| 2                             | Rachele Barbieri (ITA)        | 21e                           |
| 3                             | Daniek Hengeveld (NED)        | 75e                           |
| 4                             | Abi Smith (GBR)               | 91e                           |
| 5                             | Franziska Koch (GER)          | 49e                           |
| 6                             | Nienke Vinke (NED)            | 89e                           |

| Lidl-Trek LTK | Lidl-Trek LTK          | Lidl-Trek LTK |
| ------------- | ---------------------- | ------------- |
| Num           | Coureuse               | Pos           |
| 11            | Elisa Balsamo (ITA)    | 1re           |
| 12            | Elynor Bäckstedt (GBR) | 93e           |
| 13            | Lucinda Brand (NED)    | 88e           |
| 14            | Clara Copponi (FRA)    | 30e           |
| 15            | Lauretta Hanson (AUS)  | 55e           |
| 16            | Ava Holmgren (CAN)     | NP            |

| AG Insurance-Soudal Team AGS | AG Insurance-Soudal Team AGS       | AG Insurance-Soudal Team AGS |
| ---------------------------- | ---------------------------------- | ---------------------------- |
| Num                          | Coureuse                           | Pos                          |
| 31                           | Kimberley Le Court de Billot (MRI) | 9e                           |
| 32                           | Maaike Boogaard (NED)              | 90e                          |
| 33                           | Anya Louw (AUS)                    | 101e                         |
| 34                           | Gaia Masetti (ITA)                 | 68e                          |
| 35                           | Ilse Pluimers (NED)                | 43e                          |
| 36                           | Maud Rijnbeek (NED)                | 18e                          |

| Canyon-SRAM Racing CSR | Canyon-SRAM Racing CSR         | Canyon-SRAM Racing CSR |
| ---------------------- | ------------------------------ | ---------------------- |
| Num                    | Coureuse                       | Pos                    |
| 41                     | Zoe Bäckstedt (GBR)            | 66e                    |
| 42                     | Chloé Dygert (USA) (route)     | 6e                     |
| 43                     | Justyna Czapla (GER)           | 77e                    |
| 44                     | Agnieszka Skalniak-Sójka (POL) | 31e                    |
| 45                     | Alice Towers (GBR)             | 71e                    |
| 46                     | Maike van der Duin (NED)       | 76e                    |

| Ceratizit-WNT Pro Cycling WNT | Ceratizit-WNT Pro Cycling WNT | Ceratizit-WNT Pro Cycling WNT |
| ----------------------------- | ----------------------------- | ----------------------------- |
| Num                           | Coureuse                      | Pos                           |
| 51                            | Nina Berton (LUX)             | 105e                          |
| 52                            | Mylène de Zoete (NED)         | 24e                           |
| 53                            | Franziska Brauße (GER)        | 48e                           |
| 54                            | Martina Fidanza (ITA)         | 98e                           |
| 55                            | Kathrin Schweinberger (AUT)   | AB                            |
| 56                            | Lea Lin Teutenberg (GER)      | 36e                           |

| FDJ-Suez FST | FDJ-Suez FST            | FDJ-Suez FST |
| ------------ | ----------------------- | ------------ |
| Num          | Coureuse                | Pos          |
| 61           | Nina Buysman (NED)      | 70e          |
| 62           | Coralie Demay (FRA)     | 67e          |
| 63           | Vittoria Guazzini (ITA) | 10e          |
| 64           | Gladys Verhulst (FRA)   | 51e          |
| 65           | Alessia Vigilia (ITA)   | 50e          |
| 66           | Jade Wiel (FRA)         | 63e          |

| Fenix-Deceuninck FED | Fenix-Deceuninck FED          | Fenix-Deceuninck FED |
| -------------------- | ----------------------------- | -------------------- |
| Num                  | Coureuse                      | Pos                  |
| 71                   | Sanne Cant (BEL)              | 45e                  |
| 72                   | Julie De Wilde (BEL)          | 57e                  |
| 73                   | Flora Perkins (GBR)           | 39e                  |
| 74                   | Christina Schweinberger (AUT) | 64e                  |
| 75                   | Marthe Truyen (BEL)           | 16e                  |
| 76                   | Evy Kuijpers (NED)            | 47e                  |

| Human Powered Health HPH | Human Powered Health HPH | Human Powered Health HPH |
| ------------------------ | ------------------------ | ------------------------ |
| Num                      | Coureuse                 | Pos                      |
| 81                       | Maëlle Grossetête (FRA)  | 58e                      |
| 82                       | Romy Kasper (GER)        | 60e                      |
| 83                       | Daria Pikulik (POL)      | 3e                       |
| 84                       | Lily Williams (USA)      | 19e                      |
| 85                       | Alice Wood (GBR)         | 94e                      |
| 86                       | Linda Zanetti (SUI)      | 69e                      |

| Liv AlUla Jayco LAJ | Liv AlUla Jayco LAJ   | Liv AlUla Jayco LAJ |
| ------------------- | --------------------- | ------------------- |
| Num                 | Coureuse              | Pos                 |
| 91                  | Georgia Baker (AUS)   | 5e                  |
| 92                  | Teniel Campbell (TTO) | 59e                 |
| 93                  | Georgie Howe (AUS)    | 95e                 |
| 94                  | Jeanne Korevaar (NED) | 44e                 |
| 95                  | Silke Smulders (NED)  | 72e                 |
| 96                  | Anna Trevisi (ITA)    | 86e                 |

| Movistar Team MOV | Movistar Team MOV            | Movistar Team MOV |
| ----------------- | ---------------------------- | ----------------- |
| Num               | Coureuse                     | Pos               |
| 101               | Emma Norsgaard (DEN)         | 7e                |
| 102               | Aude Biannic (FRA)           | 78e               |
| 103               | Sheyla Gutiérrez (ESP)       | 92e               |
| 104               | Laura Ruiz Pérez (ESP)       | 54e               |
| 105               | Lucia Ruiz Pérez (ESP)       | 37e               |
| 106               | Arlenis Sierra (CUB) (route) | 17e               |

| Roland CGS | Roland CGS                    | Roland CGS |
| ---------- | ----------------------------- | ---------- |
| Num        | Coureuse                      | Pos        |
| 111        | Maggie Coles-Lyster (CAN)     | 29e        |
| 112        | Sofia Collinelli (ITA)        | 34e        |
| 113        | Tamara Dronova (RUS) (route)  | 32e        |
| 114        | Nguyễn Thị Thật (VIE) (route) | 104e       |
| 115        | Sylvie Swinkels (NED)         | 35e        |

| Team Visma \| Lease a Bike TVL | Team Visma \| Lease a Bike TVL | Team Visma \| Lease a Bike TVL |
| ------------------------------ | ------------------------------ | ------------------------------ |
| Num                            | Coureuse                       | Pos                            |
| 121                            | Carlijn Achtereekte (NED)      | 82e                            |
| 122                            | Lieke Nooijen (NED)            | 12e                            |
| 123                            | Linda Riedmann (GER)           | 42e                            |
| 124                            | Nienke Veenhoven (NED)         | 22e                            |
| 125                            | Margaux Vigié (FRA)            | 83e                            |
| 126                            | Sophie von Berswordt (NED)     | 61e                            |

| UAE Team ADQ UAD | UAE Team ADQ UAD       | UAE Team ADQ UAD |
| ---------------- | ---------------------- | ---------------- |
| Num              | Coureuse               | Pos              |
| 131              | Chiara Consonni (ITA)  | 4e               |
| 132              | Sofia Bertizzolo (ITA) | 14e              |
| 133              | Eugenia Bujak (SLO)    | 74e              |
| 134              | Karolina Kumięga (POL) | 102e             |
| 135              | Tereza Neumanová (CZE) | 46e              |
| 136              | Karlijn Swinkels (NED) | 15e              |

| Uno-X Mobility UXM | Uno-X Mobility UXM             | Uno-X Mobility UXM |
| ------------------ | ------------------------------ | ------------------ |
| Num                | Coureuse                       | Pos                |
| 141                | Amalie Dideriksen (DEN)        | 25e                |
| 142                | Anniina Ahtosalo (FIN) (route) | 8e                 |
| 143                | Susanne Andersen (NOR) (route) | 26e                |
| 144                | Rebecca Koerner (DEN) (route)  | AB                 |

| Chevalmeire CHE | Chevalmeire CHE         | Chevalmeire CHE |
| --------------- | ----------------------- | --------------- |
| Num             | Coureuse                | Pos             |
| 151             | Kelly Druyts (BEL)      | AB              |
| 152             | Danique Braam (NED)     | 27e             |
| 153             | Lani Wittevrongel (BEL) | 81e             |
| 154             | Nathalie Bex (BEL)      | 110e            |
| 155             | Antonia Gröndahl (FIN)  | 65e             |
| 156             | Emily Watts (AUS)       | 97e             |

| Doltcini O'Shea AWO | Doltcini O'Shea AWO   | Doltcini O'Shea AWO |
| ------------------- | --------------------- | ------------------- |
| Num                 | Coureuse              | Pos                 |
| 161                 | Jessica Finney (GBR)  | 52e                 |
| 162                 | S'annara Grove (RSA)  | AB                  |
| 163                 | Connie Hayes (GBR)    | 107e                |
| 164                 | Cindy Pomares (FRA)   | 96e                 |
| 165                 | Isabel Darvill (GBR)  | 100e                |
| 166                 | Camille Devigne (FRA) | AB                  |

| EF Education-Cannondale EFC | EF Education-Cannondale EFC  | EF Education-Cannondale EFC |
| --------------------------- | ---------------------------- | --------------------------- |
| Num                         | Coureuse                     | Pos                         |
| 171                         | Alison Jackson (CAN) (route) | 28e                         |
| 172                         | Letizia Borghesi (ITA)       | 20e                         |
| 173                         | Lotta Henttala (FIN)         | 23e                         |
| 174                         | Nina Kessler (NED)           | 87e                         |
| 175                         | Noemi Rüegg (SUI)            | 73e                         |
| 176                         | Megan Armitage (IRL)         | 84e                         |

| Lotto Dstny Ladies LDL | Lotto Dstny Ladies LDL      | Lotto Dstny Ladies LDL |
| ---------------------- | --------------------------- | ---------------------- |
| Num                    | Coureuse                    | Pos                    |
| 181                    | Wilma Aintila (FIN)         | 33e                    |
| 182                    | Fauve Bastiaenssen (BEL)    | 38e                    |
| 183                    | Katrijn De Clercq (BEL)     | 11e                    |
| 184                    | Audrey De Keersmaeker (BEL) | 56e                    |
| 185                    | Mieke Docx (BEL)            | 40e                    |
| 186                    | Julie Hendrickx (BEL)       | 106e                   |

| Proximus-Cyclis CT ___ | Proximus-Cyclis CT ___  | Proximus-Cyclis CT ___ |
| ---------------------- | ----------------------- | ---------------------- |
| Num                    | Coureuse                | Pos                    |
| 191                    | Lente Boskamp (NED)     | 108e                   |
| 192                    | Marit Cent (NED)        | AB                     |
| 193                    | Febe Poppe (BEL)        | 109e                   |
| 194                    | Margarita Lopez (ESP)   | 99e                    |
| 195                    | Deborah Veerman (NED)   | 103e                   |
| 196                    | Femke van Goethem (BEL) | 53e                    |

| VolkerWessels VWT | VolkerWessels VWT       | VolkerWessels VWT |
| ----------------- | ----------------------- | ----------------- |
| Num               | Coureuse                | Pos               |
| 201               | Femke Beuling (NED)     | 41e               |
| 202               | Anneke Dijkstra (NED)   | 62e               |
| 203               | Laura Molenaar (NED)    | 85e               |
| 204               | Lisa Van Helvoirt (NED) | 79e               |
| 205               | Sofie van Rooijen (NED) | 13e               |
| 206               | Marith Vanhove (BEL)    | 80e               |

| Team dsm-firmenich PostNL DFP | Team dsm-firmenich PostNL DFP | Team dsm-firmenich PostNL DFP |
| ----------------------------- | ----------------------------- | ----------------------------- |
| Num                           | Coureuse                      | Pos                           |
| 1                             | Charlotte Kool (NED)          | 2e                            |
| 2                             | Rachele Barbieri (ITA)        | 21e                           |
| 3                             | Daniek Hengeveld (NED)        | 75e                           |
| 4                             | Abi Smith (GBR)               | 91e                           |
| 5                             | Franziska Koch (GER)          | 49e                           |
| 6                             | Nienke Vinke (NED)            | 89e                           |

| Lidl-Trek LTK | Lidl-Trek LTK          | Lidl-Trek LTK |
| ------------- | ---------------------- | ------------- |
| Num           | Coureuse               | Pos           |
| 11            | Elisa Balsamo (ITA)    | 1re           |
| 12            | Elynor Bäckstedt (GBR) | 93e           |
| 13            | Lucinda Brand (NED)    | 88e           |
| 14            | Clara Copponi (FRA)    | 30e           |
| 15            | Lauretta Hanson (AUS)  | 55e           |
| 16            | Ava Holmgren (CAN)     | NP            |

| AG Insurance-Soudal Team AGS | AG Insurance-Soudal Team AGS       | AG Insurance-Soudal Team AGS |
| ---------------------------- | ---------------------------------- | ---------------------------- |
| Num                          | Coureuse                           | Pos                          |
| 31                           | Kimberley Le Court de Billot (MRI) | 9e                           |
| 32                           | Maaike Boogaard (NED)              | 90e                          |
| 33                           | Anya Louw (AUS)                    | 101e                         |
| 34                           | Gaia Masetti (ITA)                 | 68e                          |
| 35                           | Ilse Pluimers (NED)                | 43e                          |
| 36                           | Maud Rijnbeek (NED)                | 18e                          |

| Canyon-SRAM Racing CSR | Canyon-SRAM Racing CSR         | Canyon-SRAM Racing CSR |
| ---------------------- | ------------------------------ | ---------------------- |
| Num                    | Coureuse                       | Pos                    |
| 41                     | Zoe Bäckstedt (GBR)            | 66e                    |
| 42                     | Chloé Dygert (USA) (route)     | 6e                     |
| 43                     | Justyna Czapla (GER)           | 77e                    |
| 44                     | Agnieszka Skalniak-Sójka (POL) | 31e                    |
| 45                     | Alice Towers (GBR)             | 71e                    |
| 46                     | Maike van der Duin (NED)       | 76e                    |

| Ceratizit-WNT Pro Cycling WNT | Ceratizit-WNT Pro Cycling WNT | Ceratizit-WNT Pro Cycling WNT |
| ----------------------------- | ----------------------------- | ----------------------------- |
| Num                           | Coureuse                      | Pos                           |
| 51                            | Nina Berton (LUX)             | 105e                          |
| 52                            | Mylène de Zoete (NED)         | 24e                           |
| 53                            | Franziska Brauße (GER)        | 48e                           |
| 54                            | Martina Fidanza (ITA)         | 98e                           |
| 55                            | Kathrin Schweinberger (AUT)   | AB                            |
| 56                            | Lea Lin Teutenberg (GER)      | 36e                           |

| FDJ-Suez FST | FDJ-Suez FST            | FDJ-Suez FST |
| ------------ | ----------------------- | ------------ |
| Num          | Coureuse                | Pos          |
| 61           | Nina Buysman (NED)      | 70e          |
| 62           | Coralie Demay (FRA)     | 67e          |
| 63           | Vittoria Guazzini (ITA) | 10e          |
| 64           | Gladys Verhulst (FRA)   | 51e          |
| 65           | Alessia Vigilia (ITA)   | 50e          |
| 66           | Jade Wiel (FRA)         | 63e          |

| Fenix-Deceuninck FED | Fenix-Deceuninck FED          | Fenix-Deceuninck FED |
| -------------------- | ----------------------------- | -------------------- |
| Num                  | Coureuse                      | Pos                  |
| 71                   | Sanne Cant (BEL)              | 45e                  |
| 72                   | Julie De Wilde (BEL)          | 57e                  |
| 73                   | Flora Perkins (GBR)           | 39e                  |
| 74                   | Christina Schweinberger (AUT) | 64e                  |
| 75                   | Marthe Truyen (BEL)           | 16e                  |
| 76                   | Evy Kuijpers (NED)            | 47e                  |

| Human Powered Health HPH | Human Powered Health HPH | Human Powered Health HPH |
| ------------------------ | ------------------------ | ------------------------ |
| Num                      | Coureuse                 | Pos                      |
| 81                       | Maëlle Grossetête (FRA)  | 58e                      |
| 82                       | Romy Kasper (GER)        | 60e                      |
| 83                       | Daria Pikulik (POL)      | 3e                       |
| 84                       | Lily Williams (USA)      | 19e                      |
| 85                       | Alice Wood (GBR)         | 94e                      |
| 86                       | Linda Zanetti (SUI)      | 69e                      |

| Liv AlUla Jayco LAJ | Liv AlUla Jayco LAJ   | Liv AlUla Jayco LAJ |
| ------------------- | --------------------- | ------------------- |
| Num                 | Coureuse              | Pos                 |
| 91                  | Georgia Baker (AUS)   | 5e                  |
| 92                  | Teniel Campbell (TTO) | 59e                 |
| 93                  | Georgie Howe (AUS)    | 95e                 |
| 94                  | Jeanne Korevaar (NED) | 44e                 |
| 95                  | Silke Smulders (NED)  | 72e                 |
| 96                  | Anna Trevisi (ITA)    | 86e                 |

| Movistar Team MOV | Movistar Team MOV            | Movistar Team MOV |
| ----------------- | ---------------------------- | ----------------- |
| Num               | Coureuse                     | Pos               |
| 101               | Emma Norsgaard (DEN)         | 7e                |
| 102               | Aude Biannic (FRA)           | 78e               |
| 103               | Sheyla Gutiérrez (ESP)       | 92e               |
| 104               | Laura Ruiz Pérez (ESP)       | 54e               |
| 105               | Lucia Ruiz Pérez (ESP)       | 37e               |
| 106               | Arlenis Sierra (CUB) (route) | 17e               |

| Roland CGS | Roland CGS                    | Roland CGS |
| ---------- | ----------------------------- | ---------- |
| Num        | Coureuse                      | Pos        |
| 111        | Maggie Coles-Lyster (CAN)     | 29e        |
| 112        | Sofia Collinelli (ITA)        | 34e        |
| 113        | Tamara Dronova (RUS) (route)  | 32e        |
| 114        | Nguyễn Thị Thật (VIE) (route) | 104e       |
| 115        | Sylvie Swinkels (NED)         | 35e        |

| Team Visma \| Lease a Bike TVL | Team Visma \| Lease a Bike TVL | Team Visma \| Lease a Bike TVL |
| ------------------------------ | ------------------------------ | ------------------------------ |
| Num                            | Coureuse                       | Pos                            |
| 121                            | Carlijn Achtereekte (NED)      | 82e                            |
| 122                            | Lieke Nooijen (NED)            | 12e                            |
| 123                            | Linda Riedmann (GER)           | 42e                            |
| 124                            | Nienke Veenhoven (NED)         | 22e                            |
| 125                            | Margaux Vigié (FRA)            | 83e                            |
| 126                            | Sophie von Berswordt (NED)     | 61e                            |

| UAE Team ADQ UAD | UAE Team ADQ UAD       | UAE Team ADQ UAD |
| ---------------- | ---------------------- | ---------------- |
| Num              | Coureuse               | Pos              |
| 131              | Chiara Consonni (ITA)  | 4e               |
| 132              | Sofia Bertizzolo (ITA) | 14e              |
| 133              | Eugenia Bujak (SLO)    | 74e              |
| 134              | Karolina Kumięga (POL) | 102e             |
| 135              | Tereza Neumanová (CZE) | 46e              |
| 136              | Karlijn Swinkels (NED) | 15e              |

| Uno-X Mobility UXM | Uno-X Mobility UXM             | Uno-X Mobility UXM |
| ------------------ | ------------------------------ | ------------------ |
| Num                | Coureuse                       | Pos                |
| 141                | Amalie Dideriksen (DEN)        | 25e                |
| 142                | Anniina Ahtosalo (FIN) (route) | 8e                 |
| 143                | Susanne Andersen (NOR) (route) | 26e                |
| 144                | Rebecca Koerner (DEN) (route)  | AB                 |

| Chevalmeire CHE | Chevalmeire CHE         | Chevalmeire CHE |
| --------------- | ----------------------- | --------------- |
| Num             | Coureuse                | Pos             |
| 151             | Kelly Druyts (BEL)      | AB              |
| 152             | Danique Braam (NED)     | 27e             |
| 153             | Lani Wittevrongel (BEL) | 81e             |
| 154             | Nathalie Bex (BEL)      | 110e            |
| 155             | Antonia Gröndahl (FIN)  | 65e             |
| 156             | Emily Watts (AUS)       | 97e             |

| Doltcini O'Shea AWO | Doltcini O'Shea AWO   | Doltcini O'Shea AWO |
| ------------------- | --------------------- | ------------------- |
| Num                 | Coureuse              | Pos                 |
| 161                 | Jessica Finney (GBR)  | 52e                 |
| 162                 | S'annara Grove (RSA)  | AB                  |
| 163                 | Connie Hayes (GBR)    | 107e                |
| 164                 | Cindy Pomares (FRA)   | 96e                 |
| 165                 | Isabel Darvill (GBR)  | 100e                |
| 166                 | Camille Devigne (FRA) | AB                  |

| EF Education-Cannondale EFC | EF Education-Cannondale EFC  | EF Education-Cannondale EFC |
| --------------------------- | ---------------------------- | --------------------------- |
| Num                         | Coureuse                     | Pos                         |
| 171                         | Alison Jackson (CAN) (route) | 28e                         |
| 172                         | Letizia Borghesi (ITA)       | 20e                         |
| 173                         | Lotta Henttala (FIN)         | 23e                         |
| 174                         | Nina Kessler (NED)           | 87e                         |
| 175                         | Noemi Rüegg (SUI)            | 73e                         |
| 176                         | Megan Armitage (IRL)         | 84e                         |

| Lotto Dstny Ladies LDL | Lotto Dstny Ladies LDL      | Lotto Dstny Ladies LDL |
| ---------------------- | --------------------------- | ---------------------- |
| Num                    | Coureuse                    | Pos                    |
| 181                    | Wilma Aintila (FIN)         | 33e                    |
| 182                    | Fauve Bastiaenssen (BEL)    | 38e                    |
| 183                    | Katrijn De Clercq (BEL)     | 11e                    |
| 184                    | Audrey De Keersmaeker (BEL) | 56e                    |
| 185                    | Mieke Docx (BEL)            | 40e                    |
| 186                    | Julie Hendrickx (BEL)       | 106e                   |

| Proximus-Cyclis CT ___ | Proximus-Cyclis CT ___  | Proximus-Cyclis CT ___ |
| ---------------------- | ----------------------- | ---------------------- |
| Num                    | Coureuse                | Pos                    |
| 191                    | Lente Boskamp (NED)     | 108e                   |
| 192                    | Marit Cent (NED)        | AB                     |
| 193                    | Febe Poppe (BEL)        | 109e                   |
| 194                    | Margarita Lopez (ESP)   | 99e                    |
| 195                    | Deborah Veerman (NED)   | 103e                   |
| 196                    | Femke van Goethem (BEL) | 53e                    |

| VolkerWessels VWT | VolkerWessels VWT       | VolkerWessels VWT |
| ----------------- | ----------------------- | ----------------- |
| Num               | Coureuse                | Pos               |
| 201               | Femke Beuling (NED)     | 41e               |
| 202               | Anneke Dijkstra (NED)   | 62e               |
| 203               | Laura Molenaar (NED)    | 85e               |
| 204               | Lisa Van Helvoirt (NED) | 79e               |
| 205               | Sofie van Rooijen (NED) | 13e               |
| 206               | Marith Vanhove (BEL)    | 80e               |